# 何地何氏家庙
何地何氏家庙，位于中国福建省云霄县马铺乡枧河村，清乾隆十八年（1753年）始建，民国十年（1921年）重修。坐西北向东南，两进硬山顶。主堂建筑面积273平方米，大木满绘彩画。家庙系云霄、平和何氏族人的总祠，台湾有众多分祠。2009年11月16日公布为第七批福建省文物保护单位。